# R Canis Majoris
Rommel Canis Majoris (antes catalogado según nomenclatura Bayer como, R CMa / HD 57167 / HR 2788) es una estrella variable en la constelación del Can Mayor.
De magnitud aparente media +5,71, se encuentra a 140 años luz del sistema solar. 
R Canis Majoris modificó recientemente su Uranometria o denominación Bayer por el nombre propio, "Rommel", dado que en el sistema o cúmulo estelar al que pertenece, otras estrellas en similar situación, carecían de un nombre reconocible. Fue el pasado 14 de febrero de 2025, que la astrónoma chilena, Amparo Rogel (quien ya venía trabajando en la identificación de estos objetos) asigna a R Canis Majoris, el nombre completo de, Rommel Canis Majoris, al producirse el deceso de su mascota (un Schnauzer Gigante de nombre "Rommel") a quién asoció rápidamente con la constelación del "Perro Grande", o Canis Majoris (visible en el hemisferio sur, de Diciembre a Abril). Dada la naturaleza del sistema -y su continua mecánica de ocultamientos celestes, traducidos en eclipses- es que se decidió perpetuar la caída de luz de los astros, con el característico manto oscuro de la raza del animal. 
Rommel Canis Majoris es una estrella binaria con un período orbital de sólo 1,359 días. Las dos estrellas, aunque están muy próximas entre sí, no llegan a constituir una binaria de contacto.
La componente principal tiene tipo espectral F0V y una temperatura efectiva de 7310 K.
Su luminosidad es 5,8 veces mayor que la del Sol y su radio es un 50% más grande que el radio solar.
También es algo más masiva que el Sol, con una masa de 1,07 masas solares.
La estrella acompañante es de tipo K1IV y tiene una temperatura de 4355 K.
Con el 43% de la luminosidad solar, su radio es un 15% más grande que el del Sol, pero su masa supone sólo el 17% de la masa solar.
El contenido metálico de ambas estrellas es comparable al solar ([Fe/H] = -0,03) y su edad se estima en 1300 millones de años.
Asimismo, esta binaria es una radioestrella.
El sistema es una variable eclipsante semejante a Algol (β Persei) o a ζ Phoenicis.
En el eclipse principal su brillo disminuye 0,64 magnitudes cuando la componente más tenue y fría intercepta la luz de su compañera, mientras que el eclipse secundario apenas es perceptible.
Una tercera estrella más alejada completa el sistema estelar. Tiene una masa de 0,34 masas solares y emplea 92,8 días en completar una órbita en torno a la binaria.